# A Case for PC 49
Pour plus de détails, voir Fiche technique et Distribution.
A Case for PC 49 est un film britannique réalisé par Francis Searle, sorti en 1951.

## Synopsis
Le retour du Constable Willoughby enquêtant sur l'assassinat d'un millionnaire. Il est aux prises avec une femme fatale.

## Fiche technique
- Titre : A Case for PC 49
- Réalisation : Francis Searle
- Scénario : Vernon Harris et Alan Stranks d'après leur série radiophonique
- Photographie : Walter J. Harvey
- Montage : James Needs
- Musique : Frank Spencer
- Distribution : Michael Carreras
- Production : Anthony Hinds
- Pays d'origine : Royaume-Uni
- Format : Noir et blanc - 1,37:1 - Mono
- Genre : action
- Durée : 80 minutes
- Date de sortie : 1951

## Distribution
- Brian Reece : Police Constable Archibald Berkeley-Willoughby
- Joy Shelton : Joan Carr
- Christine Norden : Della Dainton
- Leslie Bradley : Victor Palantine
- Gordon McLeod : Inspecteur Wilson
- Campbell Singer : Sergent Wright
- Jack Stewart : Cutler
- Michael Balfour : Chubby Price
- Michael Ripper : George Steele
- Joan Seton : Elsie
- Edna Morris : Madame Bott